# مهدی یزدانی خرم
مهدی یزدانی خرم (۲ شهریور ۱۳۵۸، تهران) داستان نویس، روزنامه‌نگار و منتقد ادبی ایرانی است.

## زندگی
مهدی یزدانی خرّم دوم شهریور ۱۳۵۸ در تهران متولد شد. او فارغ‌التحصیل رشتهٔ زبان و ادبیات فارسی از دانشگاه تهران است. یزدانی خرم از اواسط دههٔ ۱۳۷۰ در صفحات ادبی مطبوعات ایران مقالات، گفت‌وگوها و یادداشت‌هایی را منتشر کرده‌است. اما عمده شهرتش در این حوزه به رمان‌های پرمخاطب‌ او بازمی‌گردد. او از دهه هشتاد شروع به انتشار آثار داستانی خود کرد که به سرعت از او نویسنده‌ای پرطرفدار ساخت. 
او برادرزاده محمدرضا یزدانی خرم رییس فدراسیون والیبال و کشتی سابق ایران است.
یزدانی خرم روزنامه‌نگاری و نقد ادبی را از هفده سالگی و با نشریات نه چندان مشهور آغاز کرد. او نویسندگی را از سیزده سالگی در مجله شباب به سردبیری احمد غلامی شروع کرده و داستان‌های کوتاهی در نشریات دانش‌آموزی و رسمی چاپ کرد.
او سپس با روزنامه‌های خرداد، فتح، همشهری، هم‌میهن، شرق، اعتماد، کارگزاران، اعتماد ملی، مردم امروز همکاری کرد. او سپس به عنوان دبیر سرویس ادبیات با هفته نامه‌های شهروند امروز، ایران دخت، آسمان، صدا، نافه و ماهنامه مهرنامه، همگی به سردبیری محمد قوچانی، همکاری داشته‌است.[نیازمند منبع] تمامی این هفته‌نامه‌ها توقیف شده‌اند. او مدت ده سال سردبیر مجله تجربه بوده‌است. یزدانی‌خُرم از سال ۱۴۰۰ روزنامه‌نگاری را کنار گذاشت و هم‌اکنون درباره ادبیات و سینما آزاد متن می‌نویسد.
یزدانی‌خُرم را یکی از امیدهای ادبیات ایران در جایزه ادبی «چهل» انتخاب کردند. او راوی تاریخ ایران در دوره معاصر است. گرایش او به کشف شخصیت‌های مهجور در تاریخ و ساختن داستان‌های فرعی متعدد مخاطبان بسیار زیادی برای او به وجود آورده است. او تحت تأثیر رضا براهنی و احمد محمود می‌باشد.
به گزارش اداره هواشناسی: فردا این خورشید لعنتی…، اولین رمان وی است که سال ۸۴ توسط نشر ققنوس منتشر شد. دومین کتاب مهدی یزدانی خرم «من منچستریونایتد را دوست دارم» نام دارد و نشر چشمه سال ۹۱ آن را روانهٔ بازار کتاب ایران کرده‌است. این کتاب اولین جلد از سه‌گانه‌ای است که دو جلد بعدی آن با نام‌های «سرخ سپید» و «خون خورده» در سال‌های بعد منتشر شد. در حال حاضر انتشارات چشمه امتیاز آثار یزدانی خرم را خریده‌است و این انتشارات کارهای او را تجدید چاپ می‌کند. رمان خون خورده با ترجمه نهال تجدد در ژانویه سال ۲۰۲۴ به زبان فرانسه و در نشر «زولما» منتشر شده است. هم‌چنین حق اقتباس سریالی دو رمان «سرخ سفید» و «خون‌خورده» را به ترتیب پلتفرم‌های فیلیمو و فیلم‌نت خریداری کرده‌اند که در سال ۱۴۰۴ تولید خواهند شد.
مهدی یزدانی خرم در نشر چشمه مسئولیت انتخاب داستان‌های ایرانی و خارجی برای چاپ را بر عهده داشت و مشاور ارشد بخش ادبیات  این انتشارات به‌حساب می‌آید. او در سال ۱۴۰۲ بعد از هفده سال از نشر چشمه جدا شد و هم‌اکنون با نشر ثالث همکاری می‌کند. وی همچنین داوری ده دوره‌ی دوره جایزه نویسندگان و منتقدان مطبوعات را برعهده داشته‌ و چهار دوره نیز دبیر جایزه‌ی احمد محمود نیز بوده است.
یزدانی‌خُرم با اقتباس از رمان «نازنین» نوشته فیدور داستایفسکی نمایشنامه موفقی نوشت که از اردیبهشت تا شهریور سال ۱۴۰۳ دویست بار اجرا شد و بیش از سی هزار تماشاگر کارگردان و بازیگر این نمایش صابر ابر است. او به عنوان یکی از محققان و مفسران فئودور داستایفسکی در ایران شهرت دارد.

## آثار

### رمان
- ناصر حجازی (۱۴۰۲)[۶]
- خون خورده (۱۳۹۷)[۷]
- سرخ سفید (۱۳۹۴)[۸]
- من منچستر یونایتد را دوست دارم (۱۳۹۱)[۹]
- به گزارش اداره هواشناسی: فردا این خورشید لعنتی… (۱۳۸۴)[۱۰][۱۱]

### تئاتر
- امشب به صرف بورش و خون (صابر ابر/۱۴۰۲) (نمایشنامه)[۱۲]

## جوایز
- جایزه ادبی «چهل» به عنوان یکی از پنج امید ادبیات داستانی ایران در اردیبهشت ۱۳۹۵[۱۳]
- برنده جایزه بهترین رمان سال‌های ۹۱ و ۹۲ از هیئت داوران جایزه ادبی بوشهر برای رمان «من منچستریونایتد را دوست دارم»[۱۴]
- برنده جایزه بهترین رمان سال ۹۱ کتابِ سالِ هفت اقلیم برای رمان «من منچستر یونایتد را دوست دارم»[۱۵]
- جایزه ادبی واو در سال ۱۳۸۵ برای نوشتن رمان «به گزارش اداره هواشناسی فردا این خورشید لعنتی»[۱۶]
- جایزه جشنواره مطبوعات[۱۷]